# Мурза

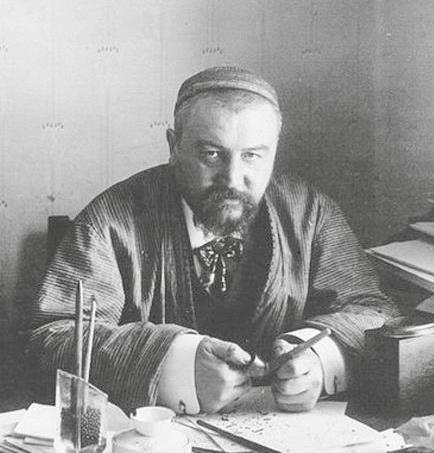
Татарський мурза Олександр Купрін у своєму кабінеті, Гатчина, 1912 рік

Мурза (також Мирза; від перс. ﺍﻣﻴﺮ ﺰﺍﺩﻩ امير ‎ амір-заде — принц) — аристократичний титул в тюркських державах, таких як Казанське, Астраханське, Кримське, Сибірське ханства та Ногайська Орда.
Слово «мурза» запозичене з перської мови, і еквівалентно за значенням словам «саїд», «тура» (тури) і «емір» або «ходжа» (худжа) в інших мовах народів Центральної Азії. Центральноазійські родоплемінні союзи мають схожі культури й загальну історію, і всі ці слова перекладаються як «правитель» або «пан».

## Татарська шляхта
Перехід татарських мурз на службу у Московське, Тверське і Рязанське князівства почався ще за часів Золотої Орди, адже такі переходи не зважали зрадою, так як всі були підданими великого хана.
Після захоплення Казані московським військом в 1552 році деякі мурзи перейшли на московську службу, а інші були страчені. Багато мурз втратили свої земельні володіння і стали купцями. Після Жовтневої перевороту 1917 року більшість мурз емігрувало.

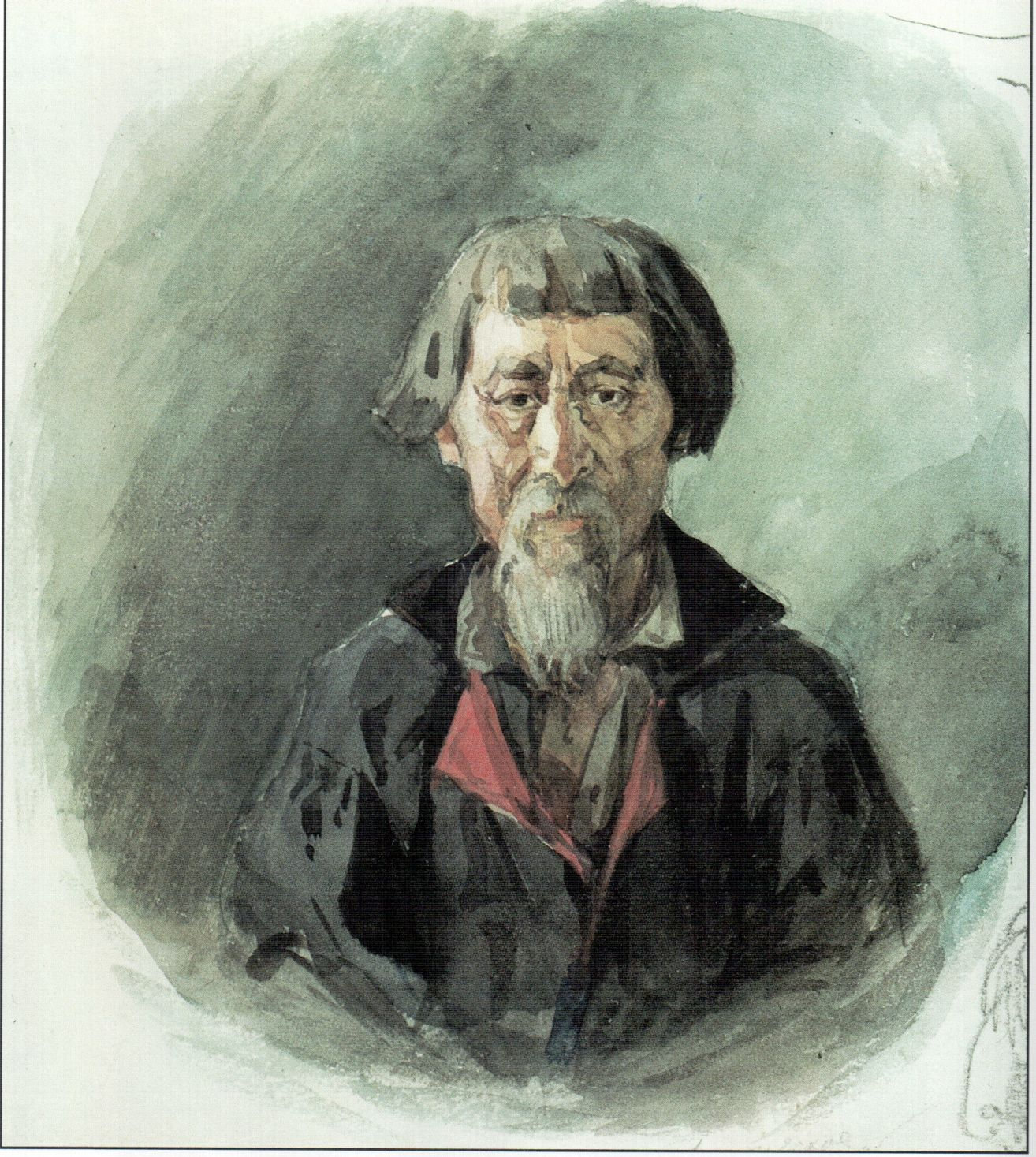
В. І. Суриков. «Мурза». 1873 рік. Музей-садиба Василя Сурикова

Мурза — це вищий прошарок татарської шляхти. У Росії титул мурзи вважався еквівалентом графському. Мурза вважався трохи вище графа . Зазвичай мурзи не відносилися до шару чингизидів, так як ті при переїзді або повністю втрачали особливий титул, коли включалися до складу думи, або писалися як ясновельможні князі (отримавши воєводство) відповідно до принципу «шапка або шуба». Відомо, що багато найбільших дворянських родів Росії, в тому числі князівські, пишалися тим, що походили від знатних татарських родів. У тюрко-татарській аристократичній системі було багато різних титулів, наприклад, вищим титулом після хана був «карачі», потім «бек», «улан», «гурген» та інші, але всі вони при переході в російську систему називалися лише двома термінами — князями й мурзами. Свою шляхту багато тюркських народів називали мурзами. Сам термін «мурза» (мирза) був запозичений в тюркську титулатуру з перської мови. Ця назва збереглася і після того, як мурзи увійшли до лав московського дворянства, причому часто вони отримували в документах також і титул князя.
Влада московського держави була зацікавлена переходом татарських мурз на службу, а в особливості тих, хто мав владу над своїми підданими й всіляко намагалися їх залучити на свою сторону. Для того, щоб уникнути смути на релігійній основі, однією з умов прийому мурз у підданство й наділення землями та маєтками, було прийняття православної віри. Указ царя, великого князя московського Федора Олексійовича від 16 травня 1681 року: «Про анулювання у Мурз і Татар маєтків і вотчини і вигоди, які, тим хто прийняв християнську віру надаються» передбачав, що у нехрещених мурз і татар відбирати власність, землю, селян, та податки і податі в їх казну не сплачувати. Мурзам, які прийняли православну віру, повернути власність і землю, давати помісну платню, а безмаєтних мурзам платити по 10 рублів, дружинам їх по 5 рублів, що можна порівняти з річним платнею служивих людей. Указ від 03 листопада 1713 року «Про хрещення в Казанській і Азовській губерніях магометян, у яких в маєтках і вотчинах містяться селяни православної віри» практично повністю аналогічний царському наказу від 1681 року.
Корінний перелом у ставленні до мурз стався за часів правління Катерини II. В указі Імператриці, дане фельдмаршалу Григорію Потьомкіну від 01 листопада 1783, говорилося, що дозволяється татарських мурзам надходити на військову службу і нагороджувати їх чинами обер-офіцерськими не вище прем'єр-майора, а якщо будуть гідні більшого, подавати прохання на її ім'я. Імператриця вирішила відновити мурз в дворянську гідність і нею дано вказівку Сенату розробити відповідні документи і 22 лютого 1784 року наказ про зведення татарських беків і мурз в російську дворянську гідність було підписано. Даний указ передбачав подачу прохань, з наданням документів, що підтверджують право на дворянство, передбачених законом: платню маєтками, служба предків, даровані грамоти та інші незаперечні докази, що служба і стан їх були рівними з іншими благородними родами. У 1786 році з Урядового Сенату прийшла звістка, що татарські князі, беки і мурзи попередньо подають документи на розгляд в зборах губернського предводителя дворянства і повітових дворянських депутатів і тільки після цього надавати на рішення сенатської Герольдії.
Департамент Герольдії Урядового Сенату багато років вивчав історію і юридичні права кримських татар-дворян, права на дворянство литовських татар, історію дворянства татар Поволжя. В результаті було зібрано величезний матеріал про татарську шляхту.
Департамент Герольдії визначав значення титулу «мурза». В одному з «визначень» говорилося: «У першому [документі] він [прохач] названий мурзою, а в останньому князем, а до того ж слово мурза є власне татарське, воно є відмітний титул проти дворян, яких по-татарськи називають агалари і тархани, а мурзами називають і дітей перських шахів, беєвських і тому подібних можновладних осіб і має також відмінність між татарами, як і в Росії від дворян графи, князі і барони». З цього висновку Департаменту Герольдії зрозуміло, що у татар звання мурзи відповідало званню російських графів і баронів. Герольдія вважала татарське слово мурза відповідним російському титулу князь, так як в ієрархії татарського дворянства були ті, що стояли нижче звання — агалари і тархани.
У Польсько-Литовській державі титул Мурза шанувався вище, ніж титул Князь.
Привілеєм мурз було право одружитися з царівнах-чингізидках, дочок ханів Гіреїв, володарів східних країн.

## Список родів, що походять від мурз
| Виїзд (звідки)                                            | В'їзд (до кого)              | Рік виїзда             | Родоначальник | Похідні/рідні роди |
| --------------------------------------------------------- | ---------------------------- | ---------------------- | --- | --- |
| Володимирське князівство                                  |                              |                        | | |
| Золота Орда                                               | Костянтин Всеволодович       | 1216                   | Салтанен Яндоуганд Трегуб | Племяннікови |
| Кафимська земля                                           |                              | 1241                   | Узли-мурза Ягорович | Кафтиреви |
| Золота Орда                                               | Олександр Ярославич Невський | 1252-1263              | Мурза-Кутлу-Мамет прізвиськом Огар | Огареви |
| Велика Орда                                               | Олександр Ярославич Невський | 1252-1263              | Атун-мурза Анданович | Долгово-Сабурови |
| Велика Орда                                               | Олександр Ярославич Невський | 1260                   | Мурза Албауш | Матюшкіни (дворяни й графи) |
| Золота Орда                                               | Іван I Данилович Калита      | 1328-1340              | Аливтей Шигильдеев | Мансурови |
| Золота Орда                                               | Іван I Данилович Калита      | 1330                   | Мурза Чет | Годунови, Сабурови, Вельямінови-Сабурови, Вельямінови-Зернови |
| Золота Орда                                               | Іван I Данилович Калита      | 1349                   | Мурза Ахмет (брат Мердулата) | Мосолови |
| Золота Орда                                               | Іван I Данилович Калита      |                        | Мурза Мердулат (брат Ахмета) | Татбеєви |
| Велике князівство Тверське                                |                              |                        | | |
| Синя Орда                                                 | Михайло Ярославич Тверський  | 1300                   | Мурза Жидимир | Бібікови, Єкімови |
| Велике князівство Рязанське                               |                              |                        | | |
| Золота Орда                                               | Олег Іванович Рязанський     | 1342-1404              | Шай (Шая) — від племені ханського (мурза) | Назар'єви, Булгакови, Ізмайлови |
| Золота Орда                                               | Олег Іванович Рязанський     | 1342-1404              | Мурза Таптик | Таптикови |
| Велика Орда                                               | Олег Іванович Рязанський     | 1371                   | Єдуган (Єдухан) (старший брат Салахмира) | Хитрово. |
| Велика Орда                                               | Олег Іванович Рязанський     | 1371                   | Мурза Салахмир | Абутайлови, Апраксіни (дворяни й графи), Базарови, Вердеревські, Вердеревські-Апраксіни, Дуванови, Катєви, Канчеєви, Пороваті, Ратаєви, Крюкови, Чеботареви, Шишкіни, Ханикови |
| Велика Орда                                               | Федір Олегович Рязанський    | 1402-1409              | Мурза Кічи-бей (у хрещенні Павло) | Карандеєви |
| Велика Орда                                               | Федір Олегович Рязанський    | 1402-1409              | Мурза Кічи-бей (нащадок, у хрещенні Василий) | Коробьїни |
| Велика Орда                                               | Федір Олегович Рязанський    | 1402-1409              | Мурза Кічи-бей (нащадок у хрещенні Селіван) | Селіванови |
| Велика Орда                                               | Федір Олегович Рязанський    | 1402-1409              | Мурза Батур (Абатур) | Петрово-Соловово, Леонтьєви |
| Велике князівство Московское                              |                              |                        | | |
| Золота Орда                                               |                              | нач. XIV в.            | Мурза (?) | Сушкови |
| Золота Орда                                               | Дмитро Іванович Донський     | 1362                   | Ісахар — свояк ординського царя (мурза) | Загряжські |
| Золота Орда                                               | Дмитро Іванович Донський     | 1374                   | Темір-Газі — князь ординський | Тімірязеви |
| Золота Орда                                               | Дмитро Іванович Донський     | 1380                   | Набок-мурза | Набокови |
| Золота Орда                                               | Дмитро Іванович Донський     | 1387                   | Єнгулей-мурза-Язик | Язикови |
| Золота Орда                                               | Дмитро Іванович Донський     | 1382                   | Браття: Орди-Хозя, Бахти-Хозя, Мамати-Хозя | Тев'яшеви, Фустови, Ліхареві |
| Золота Орда                                               | Дмитро Іванович Донський     | 1389                   | Ослан-мурза | Арсеньєви, Сомови, Ртищеві, Павлови |
| Золота Орда                                               | Василь I Дмитрович           | 1397                   | Лев Огар (мурза ?) | Огаркови |
| Велика Орда                                               | Василь I Дмитрович           | 1389-1425              | Мурза Мінчак Касаєвич | Давидови. графи Орлови-Давидови, Уварови (графи й дворяни), Оринкіни (Аринкіни), Злобіни, Давидови-Мінчаки                                                                     |
| Велика Орда                                               | Василь I Дмитрович           | початок XV сторіччя    | Мурза Кутлубага | Болтіни |
| Кримське ханство                                          | Василь II Васильович Темний  | 1415-1462              | Мурза Мерл | Мерліни |
| Велика Орда                                               | Василь II Васильович Темний  | 1425                   | Мурза Абрагим | Нарбекови, Теглеєви, Державіни |
| Велика Орда                                               | Василь II Васильович Темний  | 1425                   | Мурза Ашмет | Готовцови |
| Велика Орда                                               | Василь II Васильович Темний  | 1425                   | Лізун-мурза Тургенєв | Тургенєви, Раділови. |
| Золота Орда                                               | Василь II Васильович Темний  | початок XV             | Мурза Лев Тургенєв | Тургенєви |
| Золота Орда                                               | Василь II Васильович Темний  | 1430                   | Мурза Ждан | Баранови (дворяни й графи) |
| Золота Орда                                               | Василь II Васильович Темний  | 1436                   | Мурза Кучюка Тагалдизін | Тализіни |
| Золота Орда                                               | Василь II Васильович Темний  | до 1462                | Мурза Сабан-Алей | Сабанеєви, Бакаєви, Тарбеєви (родоначальник Тагай) |
| Золота Орда                                               | Василь III Іванович          | 1480                   | Ямгурчей Караул — посол хана (мурза) | Караулови |
| Золота Орда                                               | Василь III Іванович          | після 1492             | Берда-Улан-мурза (родич кримського хана Хаджі-Герая) | Жемайлови |
| Велика Орда                                               | Василь III Іванович          | 1505-1533              | Дашек — «муж честен» (мурза) | Дашкови (дворяни) |
|                                                           | Василь III Іванович          | 1505-1533              | Мурза Бугандала Коминін | Коминіни |
| Золота Орда                                               | Василь III Іванович          | 1506                   | Араслан-мурза Єрмола | Єрмолови |
| Кримське ханство                                          | Василь III Іванович          | 1509                   | Мурза Кожай | Кожевнікови |
| Темніковське князівство                                   | Василь III Іванович          | 1509                   | Акчура-мурза Адашев | Акчуріни (князі та мурзи), (однорідці: Ішеєви, Кудашеви). |
| Велика Орда                                               | Василь III Іванович          | 1517                   | Мурза Давид-бей (власник Цимака) | Давидови |
| Темніковське князівство                                   | Василь III Іванович          | 1528                   | Мурза Теніш Кугушев | Тенішеви (2 рода князів та мурзи) |
| (?)                                                       | Василь III Іванович          | до 1533                | Кара-мурза | Карамзіни |
| Золота Орда                                               | Василь III Іванович          | ?                      | Мурза Єлча, посол Золотоординського хана до Івана III | Єлчини |
| Темніковське князівство                                   | Іван IV Васильович Грозний   | 1539                   | Єникей Тенішев Кугушев Собака-мурза Єникеєв | Єнікеєви, Кулунчакови (князі та мурзи) |
| Тюменське ханство                                         | Іван IV Васильович Грозний   | середина XVI сторіччя  | Мурза Мамай Агишев | Тюменські (князі та мурзи) |
| Казанське ханство                                         | Іван IV Васильович Грозний   | 1552                   | Мурза Мамедалі Кутиєв | Кутиєві (князі та мурзи) |
| Темніковське князівство                                   | Іван IV Васильович Грозний   | до 1559                | Мурза Дівей Бутаков Мокшеєв | Дівеєви (князі та мурзи) |
| Ногайська Орда                                            | Іван IV Васильович Грозний   | 1565                   | Мурза Урус Магмет Айдарович | Урусови (князі та мурзи) |
| Ногайська Орда                                            | Іван IV Васильович Грозний   | 1565                   | Іль-мурза й Ібрагим мурза | Юсупови, Юсупови-Княжево (князі та мурзи) |
| Казанське ханство                                         | Іван IV Васильович Грозний   | 1582                   | Мурза Семеней князь Багішев син Яушів | Яушеви (князі та мурзи) |
| Фёдор Иванович                                            |                              |                        | | |
|                                                           |                              | 1590                   | Мурза Бузай Єнбулаєв володів у 1590-х роках маєтком у Рязанському повіті. Касім мурза Єнбарсов Єнбулаєв служив кінну козацьку службу (1681—1696)                                                                             | Єнбулаєви |
| (?)                                                       |                              | кінець XVI сторіччя    | Мурза Акмай Картиш | Карташеви |
| Роди, що походять від нащадків мурз та князів, що виїхали |                              |                        | | |
|                                                           |                              | 1607                   | Ішей мурза Барашев | Ішеєви (князі та мурзи) |
|                                                           |                              | 1618                   | Албич-мурза | Албичеви |
|                                                           |                              | 1618                   | Булай-мурза Кудашев Челай-мурза (молодша гілка) | Кудашеви (князі та мурзи) |
|                                                           |                              | 1620                   | Мурза Сююндюк (Ногайська орда, пр. род) | Сюндюкови |
|                                                           |                              | 1623                   | Мурза Невер Куткін | Куткіни (князі та мурзи) |
|                                                           |                              | 1624                   | Ірезен-мурза Стокасимов | Стокасимови (князі та мурзи) |
|                                                           |                              | 1634                   | Янбулат-мурза-Мамін | Маміни (князі та мурзи) |
|                                                           |                              | 1638                   | Байбарс-мурза Девлеткільдев | Девлеткільдеєви (князі та мурзи) |
|                                                           |                              | 1639                   | Акай-мурза Айтуганович Кугушеї | Кугушеви (князі та мурзи) |
|                                                           |                              | середина XVII сторіччя | Мурза Мамлей | Мамлеєви |
|                                                           |                              | 1662                   | Касимовський мурза Чемакай Єнабдаєвич володів маєтком у Кадомському повіті (1662), його син Петро новохрещений, стольник (1682). Дочка Ішпикєйка замужем (з 1662) за князем Асанаєм Сунчелеєвичем тенішевим.                 | Ємбаєви |
|                                                           |                              | 1669/70                | Мордовські мурзи ізпоміщені у Саранському повіті | Єнаєви |
|                                                           |                              | 1672                   | Мустай-мурза Арасланович | Максутови (князі та мурзи) |
|                                                           |                              | 1678                   | Урозай мурза Іванович служил по Шацьку (1678). Мурзи Єртуган й Актуган записані у Атемарській десятні (1679/80). Актуган служив понад 20 років, участник Чигиринського походу й у нього сини: Ішмамет, Кілмемет и Уразмамет. | Єнбулатови |
|                                                           |                              | 1678                   | Дербіш-мурза Теребердеєвич | Дівеєви (князі та мурзи) |
|                                                           |                              | 1686                   | Єлизарій-мурза Акмаметович Маматов | Маматови (князі та мурзи) |
|                                                           |                              | 1687                   | Ураз-мурза Досаєвич Маматказін | Маматказіни-Сакаєви (князі та мурзи) |
|                                                           |                              | 1699                   | Кутлумамет мурза Уразов, Ахмет мурза й Бідалей мурза Алмашеви, Бустан мурза Іванашев й Алмамет мурза Ахмаметів володіли населеними маєтками (1699)                                                                           | Дулатови |

### Прізвища утворені від титулу Мурза
- Мурзенков
- Мурзабеков
- Мурзалін
- Мурзін
- Мурзінов
- Мурзанкін
- Мурзов
- Мирзаханов
- Мирзахані
- Токмурзін
- Мурзаков

## Ногайська шляхта
У ногайців мурза вважався середнім аристократичним титулом, нижче бея, нурадін, а пізніше і султана.